# Liolaemus tacnae
Liolaemus tacnae este o specie de șopârle din genul Liolaemus, familia Tropiduridae, descrisă de Shreve 1941. Conform Catalogue of Life specia Liolaemus tacnae nu are subspecii cunoscute.